# Possenhofen (zámek)
Possenhofen (někdy přezdívaný jen Possi) je zámek nacházející se na břehu Starnberského jezera necelých 30 kilometrů jihozápadně od Mnichova v Bavorsku. Stavba byla vyhlášena stavební památkou.

## Historie a současnost
Na místě dnešního zámku stával původně hrad, který zde byl postaven v roce 1536, posléze však byl zničen během třicetileté války, následně pak několikrát přestavěn do dnešní zámecké podoby.
Je znám především jako působiště předposlední rakouské císařovny a české a uherské královny Alžběty Bavorské. Ta zde žila ve svém dětství společně se svými rodiči a sourozenci, poté co její rodiče, vévoda Maxmilián Josef Bavorský a Ludovika Bavorská, tento zámek zakoupili v roce 1834 jako své venkovské sídlo. Obklopuje jej rozsáhlý zámecký park a zahrada.
V současné době se zde nachází studentská ubytovna (internát) a muzeum věnované císařovně Alžbětě Bavorské.